# Harry Goldschmidt
Harry Goldschmidt (ur. 17 czerwca 1910 w Bazylei, zm. 19 listopada 1986 w Dreźnie) – szwajcarski muzykolog, działający w NRD.

## Życiorys
Był synem kupca i nauczycielki. Studiował dyrygenturę pod kierunkiem Felixa Weingartnera w konserwatorium w Bazylei. Odbył ponadto studia w zakresie muzykologii, etnologii i filozofii na Uniwersytecie Bazylejskim, gdzie do grona jego wykładowców należeli Karl Nef i Jacques Handschin. Uzupełniające studia muzyczne odbył u Hermanna Scherchena w Królewcu. Od 1930 do 1931 roku był uczniem Staatliche Musikhochschule w Berlinie. Po powrocie do Szwajcarii współpracował jako krytyk muzyczny z „Basler National-Zeitung”  (1933–1939) i „Vorwärts” (1945–1949). W latach 1939–1945 odbywał służbę wojskową w armii szwajcarskiej. Działał w środowisku robotniczym, organizując koncerty i dyrygując stowarzyszeniami chóralnymi.
W 1948 roku osiadł w Berlinie Wschodnim. W latach 1949–1950 kierował działem muzycznym Berliner Rundfunk. Od 1950 do 1955 roku wykładał we wschodnioberlińskiej Hochschule für Musik. W 1958 roku uzyskał stopień doktora na Uniwersytecie Humboldtów na podstawie wydanej w 1954 roku pracy Franz Schubert. Ein Lebensbild. W 1956–1965 był dyrektorem Zentralinstitut für Musikforschung przy związku kompozytorów NRD. Od 1955 roku współpracował ze wschodnioberlińską Akademie der Wissenschaften.
Początkowo zajmował się zagadnieniami związanymi z etnomuzykologią, później zajął się badaniami nad życiem i twórczością Franza Schuberta oraz Ludwiga van Beethovena, którym poświęcił prace biograficzne.